# Les Contes de la crèche
Rugrats Pre-School Daze Les Razmoket (2021)
Les Contes de la crèche (Tales from the Crib) est une série télévisée d'animation en deux épisodes de 72 minutes, diffusées en 2005 et 2006. Elle appartient à la série Les Razmoket, dont la diffusion s'est arrêtée en 2004. Ces deux épisodes s'inspirent de contes connus, Blanche-Neige et Jack et le Haricot magique, et mettent en scène les personnages principaux des Razmoket. Chaque épisode a été édité en DVD.

## Synopsis
Angelica Cornichon et Suzie Carmichael racontent aux Razmoket des aventures inspirées de célèbres contes.

## Épisodes
1. Blanche-Neige (Rugrats Tales from the Crib: Snow White)
2. Trois Jack et le Haricot magique (Rugrats Tales from the Crib: Three Jacks and a Beanstalk)